# Aul

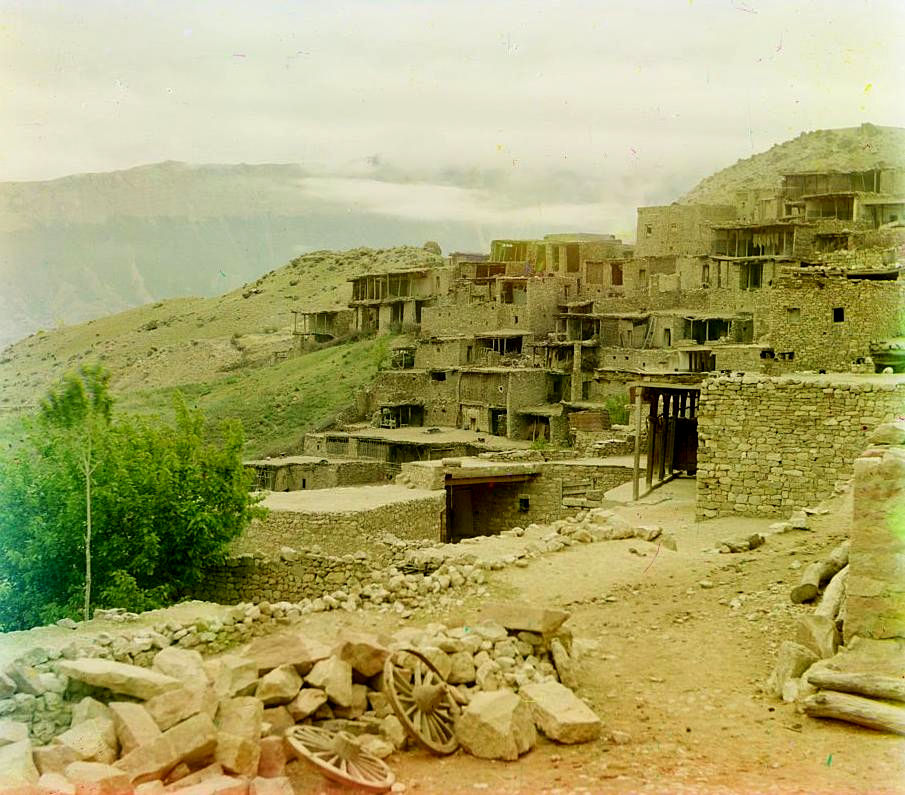
Aul Dagesztánban a 20. század elején

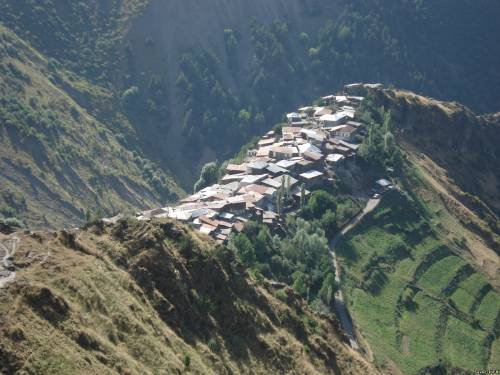
570 lelkes aul Dagesztánban egy 1800 méteres hegygerincen

Az aul speciális falujellegű, hegyi településforma a Kaukázusban. Az aulok felépítésében központi szerepet játszanak a katonai védelem szempontjai. A rendszerint kőből készült házak hegygerincekre vagy sziklás hegyoldalakba épülnek, megelőzendő, hogy a települést váratlan támadás érje. A tipikusan kétszintes épületek általában déli fekvésűek.